# Четрдесет седма изложба УЛУС-а (1969)
Четрдесет седма изложба УЛУС-а одржана је у периоду од 24. маја до 13. јуна 1969. године. Изложба је отворена у  Уметничком павиљону "Цвијета Зузорић" у Београду, а организована је од стране Удружења ликовних уметника Србије. Изложба је била посвећена педесетогодишњици Савеза комуниста Југославије и тема је била Револуција. Плакат изложбе је израдио Богдан Кршић, а насловну трану каталога Миодраг Вујачић-Мирски.

## Уметнички савет
Избор радова за ову изложбу извршио је Уметнички савет Удружења ликовних уметника Србије, који се састојао из три секције.

### Сликарска секција
- Божидар Продановић
- Здравко Вајагић
- Светозар Ђорђевић
- Божидар Ковачевић
- Драгомир Лазаревић
- Мома Марковић
- Бранко Станковић

### Вајарска секција
- Славољуб Станковић
- Олга Јеврић
- Лепосава Јуришић
- Антон Краљић
- Јелисавета Шобер

### Графичка секција
- Бранко Миљуш
- Стеван Кнежевић
- Милан Мартиновић

## Излагачи
1. Анте Абрамовић
2. Градимир Алексић
3. Крста Андрејевић
4. Никола Антов
5. Момчило Антоновић
6. Мирослав Арсић
7. Светиомир Арсић Басара
8. Милош Бајић
9. Маринко Бензон
10. Милан Бесарабић
11. Љиљана Блажеска
12. Радмила Бобић-Фијатовић
13. Славољуб Богојевић
14. Милан Божовић
15. Ђорђе Бошан
16. Коста Брадић
17. Здравко Вајагић
18. Милун Видић
19. Мемнуна Вила Богданић
20. Лазар Вујаклија
21. Миодраг Вујачић Мирски
22. Драга Вуковић
23. Ратко Вулановић
24. Душан Гаковић
25. Ангелина Гаталица
26. Милош Гвозденовић
27. Владимир Георгијевски
28. Милиј Глишић-Змајевц
29. Винко Грдан
30. Миливој Елим-Грујић
31. Александар Дедић
32. Лазар Димитријевић
33. Емир Драгуљ
34. Стеван Дукић
35. Славе Дуковски
36. Милан Ђокић
37. Заре Ђорђевић
38. Светислав Ђурић
39. Миленко Жарковић
40. Јован Живковић
41. Божидар Здравковић
42. Бошко Илачевић
43. Божа Илић
44. Ђорђе Илић
45. Драгомир Јашовић-Јаша
46. Олга Јеврић
47. Александар Јовановић-Бириљ
48. Селимир Јовановић-Селе
49. Слободан Јовић-Ети
50. Вера Јосифовић
51. Вида Јоцић
52. Мира Јуришић
53. Бошко Карановић
54. Десанка Керечки Мустур
55. Јулијана Киш
56. Стеван Кнежевић
57. Божидар Ковачевић
58. Боривоје Којић
59. Даница Кокановић Младеновић
60. Љубомир Кокотовић
61. Илија Костов
62. Антон Краљић
63. Момчило Крковић
64. Чедомир Крстић
65. Богдан Кршић
66. Јован Кукић
67. Божидар Лазаревић
68. Мира Летица
69. Ото Лого
70. Бранислав Макеш
71. Бранислав Манојловић
72. Мома Марковић
73. Даница Масниковић
74. Велимир Матејић
75. Душан Матић
76. Желмир Миладин
77. Живорад Милошевић
78. Бранко Миљуш
79. Витомир Митровић
80. Милун Митровић
81. Раденко Мишевић
82. Саша Мишић
83. Светислав Младеновић
84. Милија Нешић
85. Душан Николић
86. Рајна Николић
87. Сава Николић
88. Миливоје Новаковић - Кањош
89. Драгиша Обрадовић
90. Вукица Обрадовић-Драговић
91. Бранко Омчикус
92. Илија Пандуровић
93. Бранимир Пауновић
94. Михајло Пауновић-Паун
95. Стојан Пачов
96. Милан Перишић
97. Владета Петрић
98. Владислав Петровић
99. Градимир Петровић
100. Миодраг Петровић
101. Милорад Пешић
102. Татјана Поздњаков
103. Милан Поповић
104. Божидар Продановић
105. Павле Радовановић
106. Југослав Радојичић
107. Славољуб Радојичић
108. Јован Ракиџић
109. Богић Рисимовић-Рисим
110. Миодраг Ристић
111. Вера Ристић-Тори
112. Миодраг Рогић
113. Мира Сандић
114. Сава Сандић
115. Милош Сарић
116. Миодраг Станковић
117. Славољуб Станковић
118. Милица Стевановић
119. Стевановић Тодор
120. Едуард Степанчић
121. Живојин Стефановић
122. Мирко Стефановић
123. Стево Стојановић
124. Зоран Стошић-Врањски
125. Милорад Ступовски
126. Радивој Суботички
127. Емра Тахир
128. Војислав Тодорић
129. Дмитар Тривић
130. Стојан Трумић
131. Милош Ћирић
132. Драган Ћирковић
133. Борис Хелд
134. Иван Цветко
135. Ђорђије Црнчевић
136. Славољуб Чворовић
137. Милан Четник
138. Златана Чок
139. Милорад Џелетовић
140. Божидар Џмерковић
141. Мила Џокић
142. Томислав Шебековић
143. Александар Шиверт
144. Јелисавета Шобер